# Strongyluris
Strongyluris ist eine Gattung der Spulwürmer mit 23 Arten.  Sie sind Parasiten bei Reptilien, einige auch bei Amphibien.

## Merkmale
Die vorderen Kutikulaerweiterungen sind Hauptteil der drei Lippen. Der Schwanz der Männchen ist abgeschrägt, hat aber, im Gegensatz zu Moaciria, keinen langen Enddorn. Die Kaudalflügel sind mit kräftigen Papillen besetzt. Der Genitalsaugnapf ist nach hinten orientiert.

## Systematik
Hodda (2022) gliedert die Unterfamilie Spinicaudinae in nur eine Tribus (Spinicaudini) mit der einzigen Untertribus Spinicaudinii, in der neben Strongyluris vier weitere Gattungen eingruppiert sind. Das Interim Register of Marine and Nonmarine Species (IRMNG) listet folgende Arten:
- Strongyluris acaudata Caballero, 1941
- Strongyluris bengalensis Chakravorty, 1936
- Strongyluris brevicaudata Müller, 1894
- Strongyluris bufonis Yamaguti & Mitunaga, 1943
- Strongyluris calotis Baylis & Daubney, 1923
- Strongyluris capensis Prudhoe & Harris, 1971
- Strongyluris chamaeleonis Baylis & Daubney, 1922
- Strongyluris elegans Gendre, 1909
- Strongyluris gigas Spaul, 1923
- Strongyluris japalurae Jiang & Lin, 1980
- Strongyluris karawirensis Karve, 1938
- Strongyluris loveridgei Spaul, 1923
- Strongyluris ornata Linstow, 1897
- Strongyluris oscari Travassos, 1923
- Strongyluris panamaensis Bursey, Goldberg & Telford, 2003
- Strongyluris paradoxus Sandground, 1933
- Strongyluris paronai Stossich, 1902
- Strongyluris ranae Reiber, Byrd & Parker, 1940
- Strongyluris riversidensis Edgerly, 1952
- Strongyluris rubra Harwood, 1935
- Strongyluris similis Caballero, 1938
- Strongyluris streptoesophagens Connal, 1912
- Strongyluris yamagutii Deshmukh, 1987